# Sunizam
Sunizam (od arapske riječi: سنة, Sunnah što znači riječi i djela; sunitstvo) je najveći ogranak islama, oni čine najmanje 85% od 1,5 milijarde svih muslimana na svijetu. Sunite se također naziva i Ahl as-Sunnet wa'l-Jamā'ah (arapski:  أهل السنة والجماعة što znači "ljudi Muhamedanske tradicije i zajednice") ili skraćeno samo Ahl as-Sunnet. Suniti su ogranak ortodoksnih muslimana koji sebe drže za jedine pravovjerne muslimane.  

## Škole šerijatskog prava (mezheba)
Islamsko pravo je znano kao Šerijat, ono se temelji na Kuranu i Sunnetu. Menhedž (Madh'hab) se prevodi kao "put", različite menhedže odražavaju različita mišljenja o nekim pravima i obvezama Šerijata, tako na primjer jedna mezheba vidi nešto kao obvezu, dok druga ne. Postoje četiri šerijatske škole mezheba:

### Hanefijska škola
Osnivač ove škole bio je Abu Hanifah (702. – 767.), koji je rođen u Kufi, Irak. Slijedbenici ove škole 
su muslimani: Bangladeša, Pakistana, Indije, Afganistana, velikog dijela Srednje Azije, južne Rusije, Kavkaza, te Balkana, Turske te dijela Iraka. Ova škola ima sljedbenike i u muslimanima Velike Britanije i Njemačke.

### Malikijska škola
Utemeljitelj ove škole bio je Malik ibn Anas († 795.) on je razvio svoje ideje u Medini, gdje je bio jedan od posljednjih preživjelih drugova Muhameda, i njegove uže porodice. Njegov nauk je zabilježen u knjizi Muwatta koja je zakon za većinu muslimana Afrike, osim onih u Donjem Egiptu, Zanzibaru i Južnoj Africi. Malikijska škola je popularna i kod muslimana Francuske. Malik ibn Anas bio je osobni učitelj Hanafija i Idrisa ash-Shafi`ija.

### Ša'fijska škola
Prvi čovjek ove škole bio je Muhammad ibn Idris ash-Shafi`i (820.) učenik Malika ibn Anasa. On je djelovao Iraku te potom u Egiptu. Do učenja ove škole drže muslimani; Indonezije, Donjeg Egipta, Malezije, Bruneja, Singapura, Somalije, Jordana, 
Libanona, Sirije, Kerale u Indiji, Šri Lanke, Maldiva, Palestine, Jemena i Kurdistana. Al-Shafi'i je posebno naglašavao Muhamedov Sunnet (sve ono što je radio, govorio ili šutnjom odobrio) to je po njemu bio hadis (ono što je 
Muhamed rekao) i izvor Šerijata.

### Hanbelijska škola
Rodonačelnik ove škole bio je Ahmad bin Hanbali († 855.), koji je rođen je u Bagdadu. On je vrlo detaljno prostudirao nauk al-Shafi'ija. Unatoč zabranama i progonima, on je čvrsto ostao u stavu da sveta knjiga Kuran nije stvorena. Ova škola ima najviše sljedbenika po Arapskom poluotoku.

### Teologija četiri škola
Sljedbenici svih četiri škola slijede isti osnovni sustav vjerovanja, ali se razlikuju jedni od drugih u praktičnom izvođenju vjerskih rituala, te u pravničkim interpretacijama "božanskih principa" (šerijat) odnosno u interpretaciji Kurana i Hadisa (riječi). Sunitski muslimani drže da su oba dva izvora jednakovrijedna.
Postoje i druge sunitske šerijatske škole. Međutim, one imaju vrlo malo sljedbenika i relativno su nepoznate u odnosu na popularnost četiri glavne škole, također, mnogi od ovih škola su izumrle jer nisu imale dovoljno sljedbenike da opstanu.

## Povijesne sunitske države
- Omejidi
  - Omejidski Kalifat  (661. – 759.)
  - Emirat Cordoba (756. – 929.)
  - Kalifat Cordoba (929. – 1031.)
- Abasidi
  - Abasidski Kalifat (750. – 1258.)
- Osmanidi
  - Osmansko Carstvo (1517. – 1924.)

## Pogledajte i ovo
- Šijiti
- Šerijatsko pravo

## Vanjske poveznice
- Stranice posvećene Sunitima Pakistana[neaktivna poveznica]
- O sunitima na Oxfordskom Islamskom Studiju Online  Arhivirana inačica izvorne stranice od 14. prosinca 2017. (Wayback Machine)
- Službene stranice Sunita